# Văn bản hành chính (Việt Nam)
Văn bản hành chính (Việt Nam) là loại văn bản trong hệ thống văn bản của nước Cộng hòa xã hội chủ nghĩa Việt Nam mang tính thông tin quy phạm Nhà nước, cụ thể hóa việc thi hành văn bản pháp quy, giải quyết những vụ việc cụ thể trong khâu quản lý.

## Vai trò
Các văn bản hành chính có vai trò chủ yếu là: cụ thể hóa các văn bản quy phạm pháp luật, hướng dẫn cụ thể các chủ trương, chính sách của nhà nước, hỗ trợ cho quá trình quản lý hành chính nhà nước và thông tin pháp luật.

## Phân loại
Có hai loại văn bản hành chính chủ yếu là: văn bản hành chính cá biệt và văn bản hành chính thông thường.

### Văn bản hành chính cá biệt
Văn bản hành chính cá biệt thể hiện các quyết định quản lý của cơ quan quản lý hành chính nhà nước có thẩm quyền trên cơ sở những quy định chung, quyết định quy phạm của cơ quan nhà nước cấp trên và quy định quy phạm của cơ quan đó nhằm giải quyết công việc cụ thể. Nó bao gồm các quyết định cá biệt, chỉ thị cá biệt, nghị quyết cá biệt như: quyết định nâng lương, bổ nhiệm, miễn nhiệm, khen thưởng, kỷ luật cán bộ công chức, chỉ thị về phát động thi đua, biểu dương người tốt việc tốt,...
văn bản cá biệt thường gặp là quyết định nâng lương, quyết định bổ nhiệm miễn nhiệm, khen thưởng, kỷ luật cán bộ, công chức

### Văn bản hành chính thông thường
Văn bản hành chính thông thường hay văn bản chỉ đạo điều hành bao gồm những văn bản mang tính thông tin điều hành nhằm thực hiện các văn bản quy phạm pháp luật khác hoặc dùng để giải quyết các công việc cụ thể, phản ánh tình hình, giao dịch, trao đổi, ghi chép công việc trong các cơ quan, tổ chức.
Về cơ bản, văn bản này chủ yếu gồm hai loại chính:
- Công văn (hay văn bản không có tên loại) dùng để giao dịch về công việc giữa các cơ quan đoàn thể. Ở đầu của văn bản này không thể hiện tên loại văn bản. Ví dụ: Công văn góp ý, công văn đề nghị, công văn yêu cầu...
- Văn bản có tên gọi là văn bản thể hiện rõ tên gọi như thông báo, báo cáo, biên bản, tờ trình, đề án, chương trình, kế hoạch, hợp đồng, các loại giấy (giấy đi đường, giấy giới thiệu, giấy nghỉ phép, giấy ủy nhiệm,...) các loại phiếu (phiếu gửi, phiếu báo, phiếu trình...).